# 科罗拉多沙漠

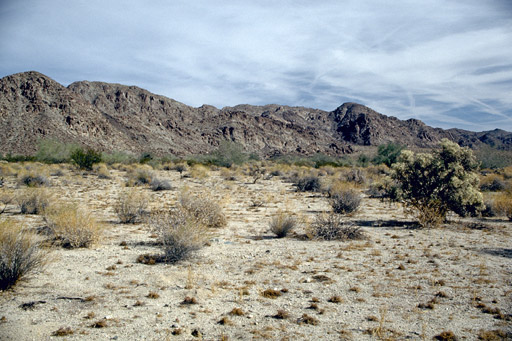
科羅拉多沙漠

科罗拉多沙漠（英語：Colorado Desert）是索诺兰沙漠的一部分，从美国加利福尼亚州东南部圣戈尔戈尼奥山口（San Gorgonio Pass）向东南延伸到墨西哥北部的科罗拉多河三角洲，全长264公里。面积约为2.83万平方千米。南邻莫哈韦沙漠，东滨科罗拉多河，西抵半岛山脉。植被以沙漠灌木丛为主。西北部有移动沙丘，阿尔戈多内斯沙丘位于东部。中部洼地有半咸水湖索尔顿湖。科切拉和因皮里尔河谷从该湖向西北和东南延伸，并建有水渠引科罗拉多河的水进行灌溉。沙漠境内有印第安人保护区、索尔顿湖国家野生动物保护区和棕榈泉游览区。